# Kanton Sainte-Marie
Sainte-Marie is een kanton van het Franse overzees departement Réunion. Het kanton maakt deel uit van het arrondissement Saint-Denis.
Het kanton omvat uitsluitend de gemeente Sainte-Marie.
Bij de herindeling van de kantons in 2014-2015 werd het kanton niet gewijzigd. 